# 前野富久

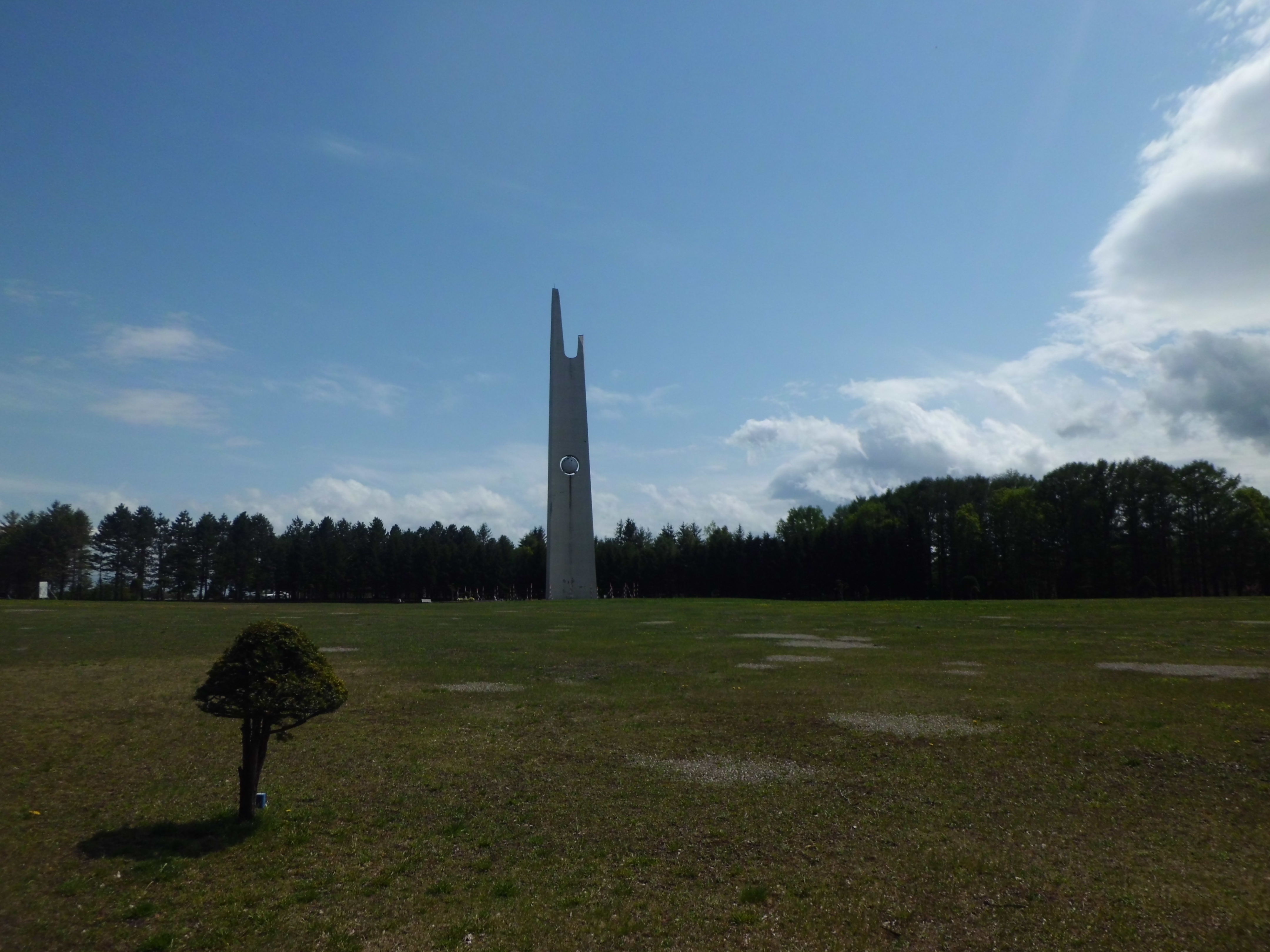
里塚霊園

前野富久（まえの ふく、生没年不詳）は、江戸時代末期から明治時代にかけての女性。元新撰組隊士および靖兵隊伍長である前野五郎の妻。青森県東津軽郡青森町の髪結職・山田元吉の長女。夫の五郎との間に三男を産んだ。墓所は現在北海道札幌市清田区里塚霊園5期3号30番で、夫の前野五郎と連名の墓になっている。

## 系譜
- 父：山田元吉
- 夫：前野五郎
  - 長男：某
  - 次男：某
  - 三男：前野文平

| スタブアイコン | サブスタブ | この項目は、まだ閲覧者の調べものの参照としては役立たない、人物に関連した書きかけの項目です。この項目を加筆・訂正などしてくださる協力者を求めています（P:人物伝/PJ:人物伝）。 |